# Szpyczynci (hromada Lisowi Hryniwci)
Szpyczynci (ukr. Шпичинці) – wieś na Ukrainie, w obwodzie chmielnickim, w rejonie chmielnickim, w hromadzie Lisowi Hryniwci. W 2001 liczyła 490 mieszkańców, spośród których 478 wskazało jako ojczysty język ukraiński, 10 rosyjski, a 2 ormiański.